# Supergrup de la kröhnkita
El supergrup de la kröhnkita és un grup de minerals de la classe dels fosfats establert per l'Associació Mineralògica Internacional l'any 2024. Està format per tres grups: el grup de la brandtita, el grup de la collinsita i el grup de la fairfieldita. A més, la dondoel·lita també hi forma part però és un membre no assignat a cap dels grups anteriors.

## Grup de la brandtita
El grup de la brandtita està format per set espècies: brandtita, dobšinaïta, kröhnkita, roselita, rruffita, wendwilsonita i zincroselita. Les espècies d'aquest grup cristal·litzen en el sistema monoclínic.
| Espècie       | Fórmula                  |
| ------------- | ------------------------ |
| Brandtita     | Ca₂(Mn²⁺,Mg)(AsO₄)₂·2H₂O |
| Dobšinaïta    | Ca₂Ca(AsO₄)₂·2H₂O        |
| Kröhnkita     | Na₂Cu(SO₄)₂·2H₂O         |
| Roselita      | Ca₂Co(AsO₄)₂·2H₂O        |
| Rruffita      | Ca₂Cu(AsO₄)₂·2H₂O        |
| Wendwilsonita | Ca₂Mg(AsO₄)₂·2H₂O        |
| Zincroselita  | Ca₂Zn(AsO₄)₂·2H₂O        |

Als territoris de parla catalana tan sols ha estat descrita una de les espècies d'aquest grup, la rruffita, concretament a les mines La Amorosa i Cueva de la Guerra Antigua, totes dues a la localitat de Vilafermosa (Alt Millars).

## Grup de la collinsita
El grup de la collinsita està format per vuit espècies: anortoroselita, cassidyita, collinsita, gaitita, hillita, niqueltalmessita, parabrandtita i talmessita. Els minerals d'aquest grup cristal·litzen tots ells en el sistema triclínic.
| Espècie          | Fórmula             |
| ---------------- | ------------------- |
| Anortoroselita   | Ca₂Co(AsO₄)₂·2H₂O   |
| Cassidyita       | Ca₂Ni(PO₄)₂·2H₂O    |
| Collinsita       | Ca₂Mg(PO₄)₂·2H₂O    |
| Gaitita          | Ca₂Zn(AsO₄)₂·2H₂O   |
| Hillita          | Ca₂Zn(PO₄)₂·2H₂O    |
| Niqueltalmessita | Ca₂Ni(AsO₄)₂·2H₂O   |
| Parabrandtita    | Ca₂Mn²⁺(AsO₄)₂·2H₂O |
| Talmessita       | Ca₂Mg(AsO₄)₂·2H₂O   |

Als territoris de parla catalana ha estat descrita la collinsita a la mina Elvira, situada al llogaret de Bruguers (Gavà, Baix Llobregat), i a la Cova de sa Guitarreta, a Llucmajor (Mallorca).

## Grup de la fairfieldita
El grup de la collinsita està format tan sols per dues espècies: la fairfieldita i la messelita. Els minerals d'aquest grup cristal·litzen tots ells en el sistema triclínic.
| Espècie      | Fórmula            |
| ------------ | ------------------ |
| Fairfieldita | Ca₂Mn²⁺(PO₄)₂·2H₂O |
| Messelita    | Ca₂Fe²⁺(PO₄)₂·2H₂O |

Als territoris de parla catalana han estat trobades les dues espècies del grup. La fairfieldita ha estat descrita a Bellver de Cerdanya (Cerdanya). La messelita ha estat trobada al camp de pegmatites de Cotlliure (Rosselló), a Argelers (també al Rosselló), a Prats i Sansor (Cerdanya), i al torrent de Vilella (Bellver de Cerdanya).

## Altres minerals
La dondoel·lita és un membre no assignat a cap grup dins d'aquest supergrup fins que s'hagi aprovat un mineral isotípic. Com la majoria d'espècies d'aquest grup també cristal·litza en el sistema triclínic.
| Espècie      | Fórmula          |
| ------------ | ---------------- |
| Dondoel·lita | Ca₂Fe(PO₄)₂·2H₂O |